# Munkásélet (hetilap, 1957–1989)
A Munkásélet az RNK Szakszervezeti Központi Tanácsának (később a Romániai Szakszervezetek Általános Szövetségének) hetilapja volt. Megelőző szakszervezeti folyóiratokhoz igazodva II. sorozatként 1957. május 1-jén indult Bukarestben szerkesztők megjelölése nélkül. Elsősorban üzemi és helyi levelezőkre támaszkodott. Belső munkatársai közt Mag Mária, Mráz Lajos, Okos György, Vas Ágnes szerepelt.
Később kinőtt az üzemi munkaversenyeket népszerűsítő sablonjából. Bogdán Tibor, Fodor György, Kenéz Ferenc, Máthé Éva, Pintér Lajos, Salló Ernő, Szaniszló József, Tóth Mária bevonásával sokoldalúbbá vált. Megindította Komoróczy György nyelvművelő rovatát, és éveken át rendszeresen folytatta Jenei Dezső műszaki kisszótárát; gazdagodott orvosok, természettudósok, jogtanácsosok szakcikkeivel, a műszaki kisszótárnak Killmann Viktor (1972) volt az egyik szerkesztője.

## 1980-89 közt
Bár az 1980-as évek közepétől a pártpolitika propagandaanyaga egyre nagyobb helyet foglalt el benne, ennek mintegy ellensúlyozásaként egy erősödő technokrata vonal is érvényesült mérnökök, mesterek közreműködésével, akik a legjobb műszaki megoldásokat ismertették szakszerűen benne. Újabb munkatársak – köztük Baktai Etelka, Fórizs Anna, Kaszili Viktor, Murgu Pál – üzemi riportokkal járultak hozzá a lap népszerűségéhez, amit a jó teljesítményű munkások állandó arcképcsarnoka is szolgált. A magyar és román irodalom jól válogatott szemelvényei mellett bő volt a világirodalmi anyaga is.
1989 decembere után a lap Valóság (1991. okt. 18-ig), majd Változó Valóság cím alatt új profillal lépett közönsége elé.

## Ismert publicistáiból
- Bántó István
- Bitay Ödön
- Csucsuja István
- Gellért Géza
- Imreh Lajos
- Salló László
- Szlovácsek Ida
- Veith Júlia
- Veres József
- Vesselényi Tibor
- Zsigmond Enikő